# Aplocheilichthys eduardensis
Aplocheilichthys eduardensis és una espècie de peix pertanyent a la família dels pecílids.

## Descripció
- Pot arribar a fer 5 cm de llargària màxima.[4][5]

## Hàbitat
És un peix d'aigua dolça, bentopelàgic i de clima tropical.

## Distribució geogràfica
Es troba a Àfrica: el llac Edward i els seus afluents, el riu Semliki (el nord-est de la República Democràtica del Congo i l'oest d'Uganda) i el nord de llac Victòria i el Nil Blanc al sud d'Uganda.

## Observacions
És inofensiu per als humans.